# اليمانية (بني سعد)

تعديل مصدري - تعديل

اليمانية هي إحدى قرى عزلة بني الازراق بمديرية بني سعد التابعة لمحافظة المحويت، بلغ تعداد سكانها 215 نسمة حسب تعداد اليمن لعام 2004.